# Neidlingen (Badenia-Wirtembergia)
Neidlingen – miejscowość i gmina w Niemczech, w kraju związkowym Badenia-Wirtembergia, w rejencji Stuttgart, w regionie Stuttgart, w powiecie Esslingen, wchodzi w skład wspólnoty administracyjnej Weilheim an der Teck. Leży w Jurze Szwabskiej, nad rzeką Lindach, ok. 25 km na południowy wschód od centrum Esslingen am Neckar.

## Demografia
- 1961: 1 151
- 2005: 1 908